# Marja van Bijsterveldt
Janneke Marlene (Marja) van Bijsterveldt-Vliegenthart (ur. 27 czerwca 1961 w Rotterdamie) – holenderska polityk i samorządowiec, w latach 2002–2007 przewodnicząca Apelu Chrześcijańsko-Demokratycznego (CDA), od 2010 do 2012 minister edukacji, kultury i nauki.

## Życiorys
Ukończyła szkołę pielęgniarską (1981). Do 1990 pracowała jako pielęgniarka w Rotterdamie. Zaangażowała się w działalność polityczną w ramach Apelu Chrześcijańsko-Demokratycznego, kierowała frakcją kobiet tego ugrupowania. W latach 1990–1994 zasiadała w radzie miejskiej Almere, do 1993 wchodziła w skład zarządu miasta, odpowiadając za sprawy społeczne. Od 1994 do 2003 sprawowała urząd burmistrza miejscowości Schipluiden.
Od listopada 2002 do lutego 2007 pełniła organizacyjną funkcję przewodniczącej CDA. Następnie do października 2010 była sekretarzem stanu ds. edukacji, kultury i nauki w czwartym rządzie Jana Petera Balkenendego. W 2010 uzyskała mandat posłanki do Tweede Kamer. Zawiesiła jego wykonywanie w związku z objęciem w październiku tegoż roku urzędu ministra edukacji, kultury i nauki w gabinecie premiera Marka Rutte, który sprawowała do listopada 2012. W 2013 została dyrektorem holenderskiego oddziału organizacji charytatywnej Ronald McDonald House, zaś w 2016 powołano ją na burmistrza Delftu.

## Odznaczenia
Oficer Orderu Oranje-Nassau (2012).